# Свиня джудже
Свинята джудже (Porcula salvania), също свиня пигмей, е вид бозайник от семейство Свиневи (Suidae), единствен представител на род Porcula. Видът е критично застрашен от изчезване.

## Разпространение
Видът е разпространен в Индия.
Регионално е изчезнал в Бангладеш и Непал.